# Wladimir Dmitrijewitsch Iljin
Wladimir Dmitrijewitsch Iljin (russisch Владимир Дмитриевич Ильин; * 20. Mai 1992 in Sankt Petersburg) ist ein russischer Fußballspieler.

## Karriere
Wladimir Iljin begann seine Karriere bei Admiraltejez St. Petersburg. Zur Saison 2011/12 wechselte er zu Rus St. Petersburg. Zur Saison 2012/13 schloss er sich dem Drittligisten Piter St. Petersburg an. Für Piter kam er in jener Spielzeit zu 22 Einsätzen in der Perwenstwo PFL. Zur Saison 2013/14 wechselte er zum Zweitligisten FK Dynamo Sankt Petersburg. Sein Debüt in der Perwenstwo FNL gab er im Juli 2013 gegen Arsenal Tula. Bis zur Winterpause kam er zu 15 Einsätzen für Dynamo. Im Januar 2014 wechselte er zum Drittligisten FK Tosno, der ihn direkt an den ebenfalls drittklassigen FK Kaluga verlieh. In Kaluga kam er bis Saisonende zu fünf Drittligaeinsätzen, in denen er vier Tore erzielte.
Zur Saison 2014/15 kehrte er zu Tosno zurück, das inzwischen in die zweite Liga aufgestiegen war. Nach zwei Zweitligaeinsätzen wurde er im August 2014 innerhalb der Liga an Chimik Dserschinsk verliehen. Für Chimik absolvierte er bis zum Ende der Leihe 26 Zweitligaspiele, mit dem Verein stieg er zu Saisonende in die dritte Liga ab. Nach dem Ende der Leihe kehrte er zur Saison 2015/16 wieder nach Tosno zurück. In der Saison 2015/16 kam der Stürmer zu 32 Zweitligaeinsätzen, in denen er 14 Tore erzielte.
Zur Saison 2016/17 wechselte Iljin zum Ligakonkurrenten FK Kuban Krasnodar. Für Kuban absolvierte er bis zur Winterpause 24 Zweitligaspiele und traf dabei zweimal. Nach einem halben Jahr in Krasnodar schloss er sich im Januar 2017 dem Erstligisten Ural Jekaterinburg an. Im März 2017 spielte er gegen Amkar Perm erstmals in der Premjer-Liga. Bis Saisonende kam er zu zwölf Erstligaeinsätzen, in denen er vier Tore erzielte. In der Saison 2017/18 spielte er 25 Mal in der Premjer-Liga. In der Spielzeit 2018/19 absolvierte der Offensivspiele 20 Erstligapartien und traf dabei einmal.
Nach weiteren 18 Einsätzen bis zur Winterpause 2019/20 wechselte Iljin im Januar 2020 zum Ligakonkurrenten Achmat Grosny. Für die Tschetschenen absolvierte er bis Saisonende acht Erstligapartien. In der Saison 2020/21 kam er zu 28 Einsätzen, in denen er neunmal traf. Zur Saison 2021/22 wechselte er innerhalb der Liga zum FK Krasnodar. Für Krasnodar absolvierte er 22 Partien, in denen er viermal traf.
Zur Saison 2022/23 kehrte Iljin wieder nach Grosny zurück. Für Achmat kam er in Folge zu weiteren 47 Einsätzen im Oberhaus. Zur Saison 2024/25 wechselte er zum Ligakonkurrenten FK Fakel Woronesch.